# Čumić
Čumić (cyr. Чумић) – wieś w Serbii, w okręgu szumadijskim, w mieście Kragujevac. W 2011 roku liczyła 1478 mieszkańców.